# Analytarcha ochroxantha
Analytarcha ochroxantha är en fjärilsart som beskrevs av Turner 1900. Analytarcha ochroxantha ingår i släktet Analytarcha och familjen äkta malar. Inga underarter finns listade i Catalogue of Life.